# Freddie Jacobson
Fredrik Ulf Yngve Jacobson (Kungsbacka, 26 september 1974) is een voormalig professional golfer uit Zweden. Hij speelt op de Amerikaanse PGA Tour.

## Professional
In het najaar van 1994 had Jacobson handicap +4. Hij ging naar de Tourschool en werd gelijktijdig professional. In 1995 en 1996 kwam hij vooral uit op de Challenge Tour om vanaf 1996 de overstap te kunnen maken naar de Europese PGA Tour, waar hij zou blijven spelen tot 2004. In 2003 behaalde hij zijn beste resultaten op de majors met een 6e plaats op de The Open Championship en een 5e plaats op de US Open maar tevens ook 3 overwinningen op de Europese PGA Tour met winst op de Hong Kong Open, de Algarve Open de Portugal en de Volvo Masters, waardoor hij als nummer 4 eindigde op de Race To Dubai. De overwinning van de Volvo Masters gaf hem vijf jaar speelrecht in Europa, maar hij vond het een goed moment vond om zijn geluk op de PGA Tour te zoeken.
Hij eindigde regelmatig in de top-10. In 2008 speelde hij ook weer enkele toernooien op de Europese Tour. Dat jaar werd hij 19de op het Brits Open. In 2011 was Jacobson de beste op de Travelers Championship op de PGA Tour.

### Overwinningen
| Jaar | Toernooi                 | Tour              |
| ---- | ------------------------ | ----------------- |
| 2003 | Hong Kong Open           | Europese PGA Tour |
| 2003 | Algarve Open de Portugal | Europese PGA Tour |
| 2003 | Volvo Masters            | Europese PGA Tour |
| 2011 | Travelers Championship   | PGA Tour          |

### Resultaten op deMajors
| Major                 | 1994 | 1995 | 1996 | 1997 | 1998 | 1999 | 2000 | 2001 | 2002 | 2003 | 2004 | 2005 | 2006 | 2007 | 2008 | 2009 | 2010 | 2011 | 2012 | 2013 | 2014 | 2015 | 2016 | 2017 | 2018 | 2019 | 2020 |
| --------------------- | ---- | ---- | ---- | ---- | ---- | ---- | ---- | ---- | ---- | ---- | ---- | ---- | ---- | ---- | ---- | ---- | ---- | ---- | ---- | ---- | ---- | ---- | ---- | ---- | ---- | ---- | ---- |
| Masters Tournament    |      |      |      |      |      |      |      |      |      |      | T17  | CUT  |      |      |      |      |      |      | T19  | T25  |      |      |      |      |      |      |      |
| U.S. Open             |      |      |      |      |      |      |      |      |      | T5   | CUT  |      |      |      | CUT  |      |      | T14  | T15  | CUT  |      |      |      |      |      |      |      |
| The Open Championship |      |      |      |      | T76  |      | CUT  | CUT  | CUT  | T6   | CUT  | T52  |      |      | T19  | T70  |      | T16  | T54  | T44  | CUT  |      |      |      |      |      |      |
| PGA Championship      |      |      |      |      |      |      |      |      |      | CUT  | T17  | T34  |      |      | T24  |      | CUT  | CUT  | T36  | CUT  | T69  |      | T73  |      |      |      |      |

CUT = miste de cut halverwege

### Resultaten op deWorld Golf Championships
| Toernooi             | 1999 | 2000 | 2001 | 2002 | 2003 | 2004 | 2005 | 2006 | 2007 | 2008 | 2009 | 2010 | 2011 | 2012 | 2013 | 2014 | 2015 | 2016 | 2017 | 2018 | 2019 | 2020 |
| -------------------- | ---- | ---- | ---- | ---- | ---- | ---- | ---- | ---- | ---- | ---- | ---- | ---- | ---- | ---- | ---- | ---- | ---- | ---- | ---- | ---- | ---- | ---- |
| WGC Kampioenschap    |      |      |      |      | T28  | T59  |      |      |      |      |      |      |      | T68  | T16  |      |      |      |      |      |      |      |
| WGC Matchplay        |      |      |      |      |      | R16  | R64  |      |      |      |      |      |      | R64  | R16  |      |      |      |      |      |      |      |
| WGC Invitational     |      |      |      |      | T84  | T32  |      |      |      | T56  |      |      | T11  | T50  |      |      |      |      |      |      |      |      |
| WGC - HSBC Champions |      |      |      |      |      |      |      |      |      |      |      |      | T2   |      |      |      |      |      |      |      |      |      |